# Крылья (альбом Nautilus Pompilius)
«Крылья» — десятый студийный альбом свердловской рок-группы «Nautilus Pompilius». Записан весной — летом 1995 года в Санкт-Петербурге и издан в январе 1996 года. Сведение: Europa plus St. Petersburg. На песни «Крылья» и «Кто ещё» были сняты видеоклипы.
В поддержку альбома выпущен одноимённый радиосингл, в который вошло 4 композиции с альбома.

## История создания
Альбом был записан на студии «Леннаучфильм» с марта по июнь 1995 года, в августе состоялся релиз одноимённого сингла для трансляции на «Европа Плюс». Премьера новой программы состоялась в Минске. Позже были проведены гастрольные туры в России, Великобритании и Израиле.
Ещё до выхода Крыльев в медиа-бизнесе разразился скандал из-за того, что «Европа Плюс» на месяц получила эксклюзивные права транслировать новый материал «Наутилуса». Тогда это вызвало бурную реакцию других радиостанций, в частности «Радио Maximum» решило бойкотировать альбом и группу.

Даже если от слушателей поступят заявки на новые песни «Наутилуса», то, очевидно, пока они выполняться не будут. Я считаю, что музыка принадлежит всем… И надеюсь, что наши слушатели отнесутся к этому шагу с пониманием. Я вполне осознаю, что это — очень радикальная мера. Но с её помощью я надеюсь показать музыкантам, что такой метод раскрутки альбома нецивилизован.— Михаил Козырев, программный директор «Радио Максимум»
Позже «Европа Плюс» потеряла эту возможность.

### Формирование песен
История с Крыльями очень странная. На самом деле там мало новых песен. Потому что новые песни туда не попали — по тем или иным причинам. Крылья состояли в основном из поэтического материала, написанного одновременно с Титаником. Музыка к нему во многих случаях написана значительно позже. Новых песен там — раз-два и обчелся… «Золотое пятно», по-моему, вообще было написано одновременно с «Бриллиантовыми дорогами»…— Илья Кормильцев
Так, осенью 1992 года Илья Кормильцев вместе с Бутусовым в течение двух недель создают ряд песен для «Титаника» — «Тутанхамон», «К Элоизе», «Кто ещё» и «Железнодорожник». Две первые вошли в «Титаник», а вторые в «Крылья». А композиция «Христос (Мне снилось, что)» была домашним заданием от Бутусова для Егора Белкина. Но Белкин задание не выполнил, всерьёз занявшись продюсированием «Насти», и в результате покинул группу. Песня записана на «Крыльях» без участия Белкина.

## В культуре
В 1997 году песня «Крылья» вошла в саундтрек к фильму Алексея Балабанова «Брат». В фильме показана съемка клипа на эту песню. Поиск главным героем диска с альбомом является параллельной сюжетной линией фильма.

## Список композиций
Все слова песен (кроме отмеченных) написаны Ильёй Кормильцевым, вся музыка написана Вячеславом Бутусовым.

### Альбом
| №   | Название                                 | Длительность |
| --- | ---------------------------------------- | ------------ |
| 1.  | «Крылья»                                 | 3:46         |
| 2.  | «Железнодорожник»                        | 5:09         |
| 3.  | «Дыхание»                                | 3:39         |
| 4.  | «Золотое пятно»                          | 4:25         |
| 5.  | «Живая вода»                             | 3:05         |
| 6.  | «Кто ещё...»                             | 4:19         |
| 7.  | «Небо и трава»                           | 4:44         |
| 8.  | «Русский рок» (слова - Вячеслав Бутусов) | 4:24         |
| 9.  | «Клетка»                                 | 3:53         |
| 10. | «Христос (Мне снилось, что...)»          | 4:05         |
| 11. | «Жажда»                                  | 3:07         |
| 12. | «Человек на Луне»                        | 4:56         |
| 13. | «Чугада» (слова - Вячеслав Бутусов)      | 4:24         |
| 14. | «Одинокая птица»                         | 4:48         |
| 15. | «Крылья» (симфоническая версия)          | 3:29         |

### Радиосингл «Крылья»
| №  | Название                        | Длительность |
| -- | ------------------------------- | ------------ |
| 1. | «Крылья» (симфоническая версия) | 3:29         |
| 2. | «Жажда»                         | 3:07         |
| 3. | «Человек на Луне»               | 4:56         |
| 4. | «Кто ещё...»                    | 4:19         |

## Участники записи
- Вячеслав Бутусов — вокал, гитара.
- Гога Копылов — бас-гитара.
- Алексей Могилевский — клавишные, саксофон.
- Николай Петров — гитара, соло-гитара, акустическая гитара.
- Альберт Потапкин — ударные.

Приглашённые музыканты
- Юрий Ильченко — акустическая гитара, кастаньеты.
- Алексей Петров — орган Хаммонда.
- Ксюша Бутусова — вокал (13)
- Санкт-петербургский государственный симфонический оркестр — все инструменты (15)

## Критика и приём
Несмотря на то, что было продано 25 тысяч компакт-дисков и 270 тысяч компакт-кассет с альбомом, он не был воспринят людьми как нечто чрезвычайно важное, а средства массовой информации стали чаще критиковать группу. Так газета «МузОБОЗ» отметила:
Никогда уже не всплыть, торпедированному нынешним торжеством киркоровщины и попсятины, завораживающе уральскому «Наутилусу» на сладко-либидинозную вершину успеха конца 80-х, никогда...
А один из критиков высказался, что группа не услышала порывы собственной интуиции, подсказывающей, что к данному альбому могут подойти и другие названия. «Песни не цепляли — ни музыкой, ни словом, но „Крылья“ постепенно понравятся и они запомнятся рефренами и ритмичными кодами в песнях „Дыхание“ и „Жажда“».
Отрицательное мнение сложилось у Марины Леско, ответив, что недавно вышедший альбом доказал, что за Бутусовым нет философии жизни.
При этом композиция «Дыхание» была признана лучшей песней «Хит-парада Семёрки» газеты «Моя газета» в 1996 году.
В 2014 году был составлен список «500 лучших песен „Нашего радио“» на основе выбора радиослушателей. Песни «Крылья» (39-е место) и «Дыхание» (47-е место) вошли в него.

## Кавер-версии
В 2017 году вышел трибьют памяти поэта «Наутилуса» Ильи Кормильцева «Иллюминатор», в которой вошло четыре кавера песен из «Крыльев». «Живую воду» исполнили «Чайф», «Небо и трава» группа «Инкогнито» Станислава Шклярского (сына Эдмунда Шклярского, лидера «Пикника»), а «Одинокую птицу» группа «Солнце-Хмари» и Таня Буланова (под псевдонимом «ТаБу»). «Жажду» группа «Смысловые галлюцинации» готовила ещё в 2008 году для предыдущего трибьюта «Наутилусу» «Нау Бум», однако вышел он только на «Иллюминаторе». По мнению музыкального критика Дениса Ступникова: "И «Живая вода» «Чайфов», и «Небо и трава» «Инкогнито» уступают тем версиям, к которым мы привыкли.
А по мнению портала «Роккульт»: «ни „Смысловые галлюцинации“, ни „Инкогнито“ удивить не смогли. Даже наоборот, у последних вышло слишком похоже на „Пикник“, и ладно бы дело было только в родстве двух Шклярских. „Одинокая птица“ в исполнении, внезапно, Тани Булановой, тоже воспринимается скорее ровно».